# Jüri Järvet
Jüri Järvet (Tallinn, 1919. június 18. – Tallinn, 1995. július 5.) észt színész.
Nevét néha helytelenül Yuri Yarvet átírással olvashatjuk, amely a cirill betűs (orosz) Юри Ярвет alak angolos átírásából ered.
Legismertebb szerepe Andrej Tarkovszkij Solarisában Dr Snaut figurája volt, de ezen kívül számos észt és orosz nyelvű filmben szerepelt. 1975-ben és 1981-ben kapott állami kitüntetéseket a Szovjetunióban.